# لانس جيبس
لانس جيبس (29 سبتمبر 1934 بجورج تاون في غيانا - ) (بالإنجليزية: Lance Gibbs)‏ هو لاعب كريكت أسترالي. شارك مع منتخب الهند الغربية للكريكت ومنتخب غيانا للكريكت. أما مع النوادي، فقد لعب مع نادي وارويكشاير للكريكيت ‏ وفريق جنوب أستراليا للكريكت ‏.

## وصلات خارجية
- لانس جيبس على موقع إي آس بي آن كريك إنفو (الإنجليزية)